# Jean Adigard des Gautries
Jean Adigard des Gautries, né le 23 janvier 1889 à Alençon et mort le 12 décembre 1974 à Villeneuve-Saint-Georges, est un écrivain, historien et philologue français.
Érudit à l’esprit scientifique et méthodologique, spécialiste en toponymie, anthroponymie et onomastique, ses œuvres ont été utilisées, notamment pour les dictionnaires de noms propres. Il est le créateur du drapeau normand à croix de Saint-Olaf.

## Biographie
Jean Adigard des Gautries est issu d’une famille anoblie au XVe siècle, originaire de la Chapelle-en-Juger près de Saint-Lô, mais fixée dans l’Orne depuis plus d’un siècle.
Élève au lycée Janson-de-Sailly, il est reçu bachelier en 1906. Entré à l’École des langues orientales, il obtient coup sur coup une double licence : ès lettres (histoire) et en droit.
Il fait la Première Guerre mondiale en tant qu’officier attaché à l’intendance de l’armée polonaise à Paris. Après sa démobilisation, il enseigne l’histoire et la géographie au collège de Lisieux de 1919 à 1922. Il adhère pour la première fois à la « Société historique et archéologique de l’Orne » en juillet 1918 en qualité de membre et entame ses recherches qui le mèneront au doctorat ès lettres, avec l’étude des noms normands d’origine scandinave. Pour ce faire, il part en 1922 avec sa famille pour la Norvège, où il est nommé lecteur de français et chargé de cours de langue et de littérature française à l’université d'Oslo. En 1925, il quitte la Norvège pour le Danemark et s’installe à Copenhague où il exercera les mêmes fonctions à l’université de Copenhague jusqu’en 1940. En même temps qu’attaché culturel à l’ambassade de France, il poursuit ses propres recherches. Il devient en 1930 traducteur au Ministère danois des Affaires étrangères, professeur de français à l’École supérieure de guerre de Copenhague. Il participe à la traduction du code pénal danois. En 1933, le roi Christian X de Danemark le fait chevalier de l’ordre de Dannebrog et, en 1946, il lui décernera la Médaille de La liberté Pro Dania 1940-45.
Au moment de l’invasion du Danemark par les troupes allemandes, en avril 1940, il est, comme tout le corps diplomatique, rapatrié, avec sa famille, en France. Il accepte un poste de professeur à Paris, au lycée Claude-Bernard, puis au lycée Condorcet de 1940 à 1942. Après toutes ces années passées hors de la Normandie, il revient se fixer dans sa ville natale, où de 1942 à 1946, il enseigne l’histoire et la géographie au lycée. Il fait son retour à la « Société historique et archéologique de l’Orne » (SHAO) en octobre 1942.
De 1946 à 1950, il est rattaché au Centre national de la recherche scientifique (CNRS) comme maître de recherche à Paris. Il termine son ouvrage Les Noms de lieux de l’Orne attestés entre 911 et 1066 (moins la partie percheronne du département). Nommé docteur ès lettres (mention « très honorable »), il retourne à Alençon et réintègre la SHAO en qualité de bibliothécaire. De 1950 à 1955, il se partage entre Paris, où il est détaché au CNRS, et Alençon. L’Académie des sciences, belles-lettres et arts de Rouen décerne en 1954 à Jean Adigard des Gautries son Prix des études normandes pour ces travaux d’érudition. En 1956, il reçoit le prix de la fondation Saintour décerné par l’Assemblée des professeurs du Collège de France. Il est élu président en 1956 de la SHAO et le restera jusqu’en 1961.
Afin de se rapprocher des lieux de ses futurs centres de recherches, il démissionne à cette date. La SHAO le nomme Président d’honneur. Il quitte alors Alençon pour s’installer à Falaise, rue de l’Amiral-Courbet, se rapprochant ainsi du château de Guillaume le Conquérant, site historique pour tout Normand. Il poursuit sa collaboration avec la SHAO tout en participant aux travaux de la Société académique de Falaise et en assurant la présidence de la Société des antiquaires de Normandie.
À la mort de son épouse, il se retire, en 1963, à Ségrie-Fontaine, petit village de la Suisse normande. Il continue ses recherches et ses publications tout en ayant une participation active dans différentes sociétés savantes.
En 1969, il est lauréat du prix littéraire du Cotentin, décerné tous les ans à un livre écrit par un écrivain originaire du Cotentin ou dont l’action a lieu dans cette région ou dont le thème la célèbre.
Malade, il viendra habiter chez ses enfants en région parisienne, où il s’éteint à l'âge de 85 ans. Selon sa volonté, il sera inhumé aux côtés de son épouse au cimetière de la Trinité de Falaise, qui domine le château de Guillaume le Conquérant. La ville de Falaise donna son nom à l’une de ses rues.

## La Normandie

La Croix de Saint-Olaf, drapeau proposé par Jean Adigard des Gautries en 1937.

Adigard des Gautries fut toute sa vie un ardent défenseur de l’unité de la Normandie. En mai 1919, il défend avec enthousiasme une thèse « qu’il ne saurait y avoir de distinction ni de partage entre la Haute et la Basse Normandie ; qu’il s’agisse d’administration, d’histoire ou d’économie, tout doit concourir à restaurer l’unité normande ».
Durant sa période « scandinave », il revient en France où il milite pour cette réunification, assistant en juin 1925 au 3e congrès de la Fédération des Sociétés normandes pour la défense du régionalisme.
En 1937, il propose un drapeau pour la Normandie afin de réunir les défenseurs des deux et des trois léopards et offrir un symbole de réunification entre Hauts-Normands et Bas-Normands. Surnommé Croix de Saint-Olaf en l'honneur d'Olaf Haraldson, le drapeau reprend la croix scandinave, emblème des pays nordiques, avec une croix est rouge et bordée d’or, le tout sur fond rouge (reprenant ainsi les couleurs du blason normand). Parfois promu par des associations régionalistes revendiquant l’héritage des Vikings ou Normands, il devint le drapeau du Mouvement normand, un mouvement régionaliste, politique et culturel, dans les années 1970 afin, selon ce mouvement, « de représenter la Normandie, puisqu’il aurait l’avantage de reproduire à la fois les couleurs normandes et d’y associer l’héritage historique de la province ». Loin de toute idéologie politique, soucieux simplement de cette division administrative, il réaffirme ses convictions dans un article intitulé : L’unité normande à laquelle nous entendons ne jamais renoncer. Au début des années 1970, Jean Adigard des Gautries est nommé président du Mouvement normand.
Le nom de Jean Adigard des Gautries est associé au monument dédié à son collaborateur et ami Fernand Lechanteur. Ce monument érigé à la mémoire de ce poète et écrivain normand est situé à la pointe d'Agon, près de Granville. D’autres noms de personnalités normandes sont également gravés en caractères runiques sur ces pierres, dont l’ensemble préfigure un bateau viking.

## Distinctions
- Chevalier de l'ordre de Dannebrog

## Ses ouvrages
Ses recherches l’ont mené tant dans les pays scandinaves qu’à la Bibliothèque nationale à Paris et en Normandie, à Alençon, Rouen, Saint-Wandrille, Jumièges, Caen, Saint-Lô, Sées, etc. Il publia plus de soixante-dix ouvrages, études, notices dans ces spécialités et de nombreuses communications.
Il faut ajouter à cela ses travaux entrepris avec la collaboration de Fernand Lechanteur et publiés dans les suppléments des Annales de Normandie sous le titre général de « les Noms des communes de Normandie ».

### Études de toponymie
- « Les Études de toponymie », Annales de Normandie 2 (1952), p. 163-167.
- « Les Noms de lieux de l’Orne attestés entre 911 et 1066 (moins la partie percheronne du département) », Bulletin de la Société historique et archéologique de l’Orne, no 65, 1947, p. 95-119.
- « Études de toponymie normannique, 1 : Les noms en -torp », Études germaniques 6 (1951), p. 3-10.
- « Études de toponymie normannique, 2 : Les Caudecote », Études germaniques 8 (1953), p. 1-5.
- « Les Noms de lieux de la Manche attestés entre 911 et 1066 », Annales de Normandie 1 (1951), p. 9-44
- « Les Noms de lieux des îles anglo-normandes attestés entre 911 et 1066 », Annales de Normandie 2 (1952), p. 27-33.
- « Les Noms de lieux du Calvados attestés entre 911 et 1066 », Annales de Normandie 2 (1952), p. 209-228 ; 3 (1953), p. 22-36, 135-148.
- « Les Noms de lieux de l’Eure attestés entre 911 et 1066 », Annales de Normandie 4 (1954), p. 39-60, 237-256 ; 5 (1955), p. 15-34.
- « Les Noms de lieux de la Seine-Maritime attestés entre 911 et 1066, 1 », Annales de Normandie 6 (1956), p. 119-135, 223-244 ; 7 (1957), p. 135-158 ; 8 (1958), p. 299-322 ; 9 (1959), p. 151-167.
- « Les Noms de personnes scandinaves en Normandie de 911 à 1066 », Nomina Germanica, 11, Lund, Carl Bloms Boktryckeri, 1954.
- « Les Noms de personnes d’origine scandinave dans les obituaires de Jumièges », Jumièges, Congrès scientifique du XIIIe centenaire, 1:57-67. Rouen, Lecerf, 1955.
- « Les Noms de Pays normands attestés entre 911 et 1066 », Rheinische Vierteljahrsblätter 20 (1955), p. 122-130.
- « Études de toponymie normannique, 3 : Les Caudecote », Mélanges de linguistique et de philologie, Fernand Mossé in memoriam, 16-23, Paris, Didier, 1959.
- « Études de toponymie normannique, 4 : Les noms en -Dal(e) », Études germaniques 15 (1960), p. 225-40.

### Sur la région d’Alençon
« Je ne citerai que les titres des études se rapportant à l’histoire d’Alençon : La Libération dans la région d’Alençon, 1945 ; Les noms de quartiers et de lieux-dits d’Alençon attestés entre 1060 et 1108 dans le cartulaire de Saint-Martin de Sées, 1957 ; La réunion en 1805 d’une partie de la commune de Saint-Paterne à celle d’Alençon, 1958 ; Alençon hier et aujourd’hui, 1964. », écrivait Pierre Flament dans le Bulletin de la Société historique et archéologique de l’Orne, 1975.

## Héraldique
|  | Adigard des Gautries d’argent aux trois équerres de sable |

## Pour approfondir